# Патерсон (Нью-Джерси)
Па́терсон — город в штате Нью-Джерси, округ Пассейик, США. Третий по величине город штата. За доминирующее положение в торговле шёлком в XIX веке получил прозвище Шёлковый город. Расположен на плато Пидмонт. Назван в честь У. Патерсона.

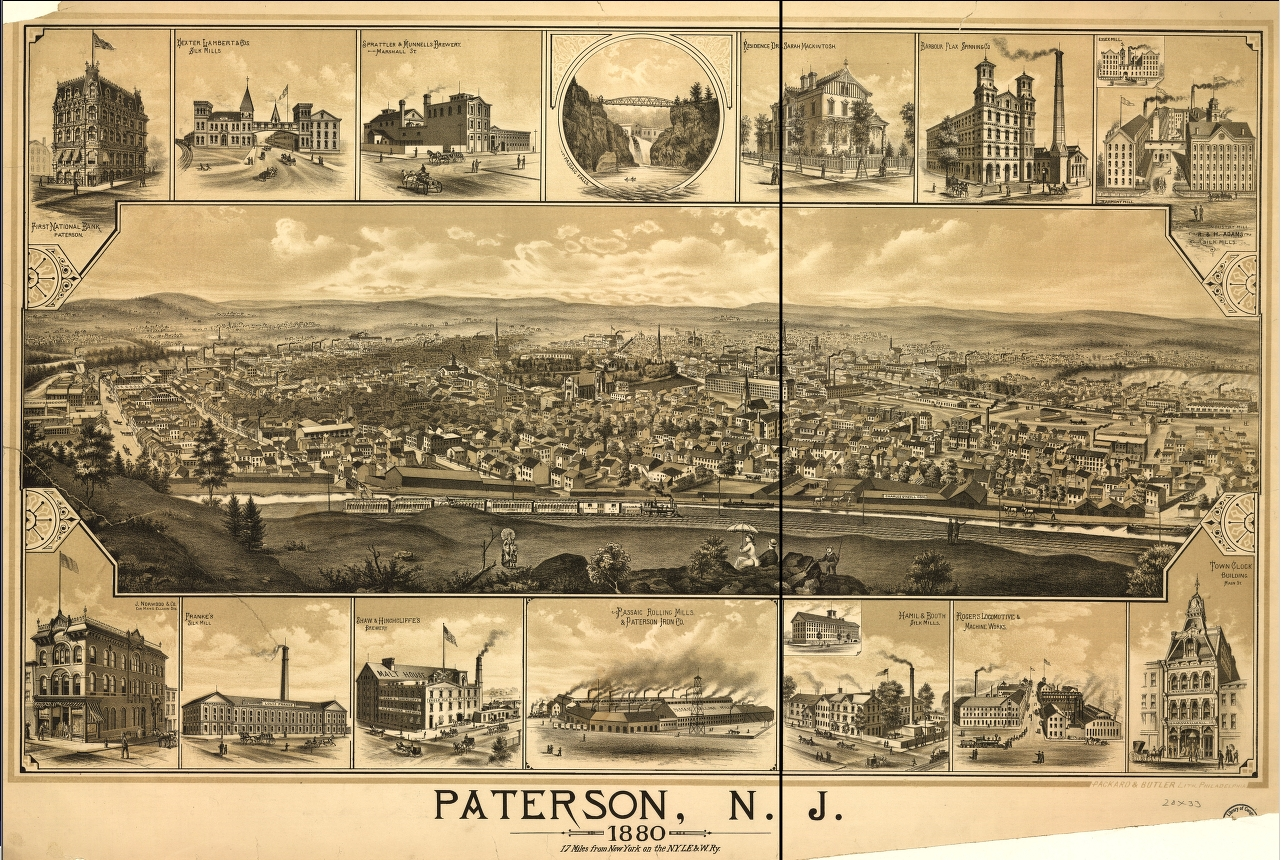

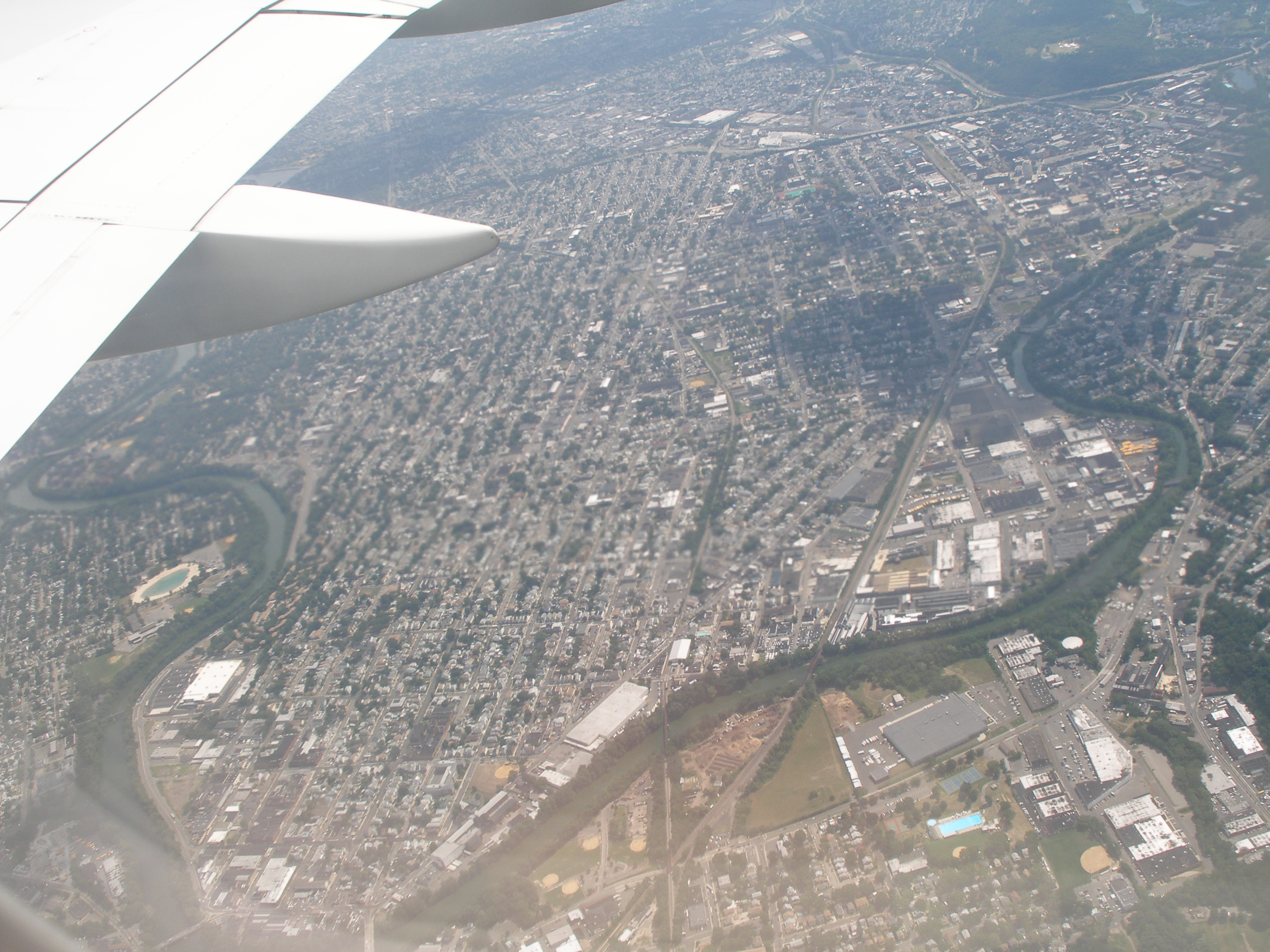
Патерсон. Вид из самолёта

Патерсон был основан 11 апреля 1831 года как небольшой городок и поначалу относился к округу Эссекс, а с 7 февраля 1837 стал относиться к новообразованному округу Пассейик. 14 апреля 1851 года, на основании результатов проведённого референдума Патерсон был преобразован в город. Повторное преобразование в город было осуществлено 14 марта 1861 года.
Национальный состав, согласно переписи 2010 года: белые — 34,7%, афроамериканцы — 31,7%, латиноамериканцы — 27,60%, азиаты — 3,3%, коренные американцы — 0,6%, другие - 23,9%, смешанные расы — 5,3%.
Средний доход на одно домохозяйство в 1999 году, согласно переписи 2000 года, составлял 32 778 долларов. При этом средний размер заработной платы составил 45 892 доллара, средний доход на пенсии - 10 474 доллара.

## В культуре
- Патерсон (фильм, 2016)
- Уильямс, Уильям Карлос